# GMII
GMII (Gigabit Media-Independent Interface) — расширение стандарта MII (Media Independent Interface — независимый от среды передачи интерфейс) для гигабитных Ethernet-интерфейсов, обеспечивающий передачу данных между устройствами, реализующими подуровень Media Access Control (MAC) канального уровня с устройствами, реализующими физический уровень (PHY) модели OSI (например, как с оптическими интерфейсами 1000BASE-*X стандарта 802.3z, так и с медными интерфейсами 1000BASE-T* стандарта 802.3ab).
GMII обеспечивает работу на скоростях до 1000 Мбит/с с использованием восьмибитного интерфейса с тактовой частотой 125 МГц и является обратно совместимым с MII, поддерживая работу на скоростях 10/100 Мбит в соответствии со спецификацией MII. Определён (как и MII) в рамках стандарта IEEE 802.3.
Расширение GMMI для 10 Гбит интерфейсов — XGMII — обеспечивает передачу данных между модулями, реализующими MAC-уровень и уровнем XGXS (10 Gigabit Ethernet Extended Sublayer), для передачи данных между модулями XGXS и PHY используется протокол XAUI.
Канал передачи XGMII состоит из двух 32-битных линий приема/передачи (Rc & Tx) и двух 4-битных управляющих линий (Rxc & Txc), синхронизируемых с частотой 156,25 MHz с синхронизацией по обоим фронтам (312,5 MT/s).